# William Ferreira
William Ferreira, vollständiger Name William Ferreira Martínez, (* 25. Februar 1983 in Artigas) ist ein uruguayischer ehemaliger Fußballspieler.

## Karriere

### Verein
Ferreira wurde als Sohn des Luis Demetrio Ferreira Bastos und der Lilian Martinez Bonete geboren. Der 1,76 Meter große Offensivakteur Ferreira stand zu Beginn seiner Karriere mindestens von der Apertura 2002 bis einschließlich der Clausura 2004 im Kader des Erstligisten Nacional Montevideo, für den er zuvor bereits in der Reservemannschaft (Formativas) spielte. 2002 gewann er mit den Bolsos den uruguayischen Landesmeistertitel. Explizit werden für ihn neun Einsätze (ein Tor) in der Clausura 2003 und 24 bestrittene Erstligaspiele (ein Tor) 2004 geführt, die in der Quelle offenbar fälschlicherweise allesamt der Clausura jenes Jahres zugeordnet werden. Im Torneo Especial 2005 ist für ihn ein Tor in der Primera División bei Centro Atlético Fénix verzeichnet. Bei Fénix wurde er im Jahr 2006 zudem mit elf Treffern Torschützenkönig der Segunda División. In der Spielzeit 2006/07 lief er in 26 Partien für den Erstligisten Rampla Juniors auf und traf sechsmal ins gegnerische Tor. In der Apertura 2007 stand er wieder in Reihen von Fénix. Dort soll er in dieser Erstliga-Halbserie zehn Partien absolviert haben und schoss je nach Quellenlage vier oder fünf Tore. Zur Clausura 2008 wechselte er innerhalb Montevideos zu Defensor Sporting. Mit drei persönlichen Torerfolgen trug er dort zum Gewinn des Meistertitels bei. In der Spielzeit 2008/09 lief er in weiteren zehn Erstligabegegnungen für Defensor auf und traf sechsmal in der Apertura 2008. Auch setzte ihn der Trainer viermal in der Copa Sudamericana ein (ein Tor). Sodann führte sein weiterer Karrieweg erstmals ins Ausland. Im Januar 2009 schloss er sich in Bolivien dem Club Bolívar an. 120 Einsätze in der LFPB und 85 Treffer stehen dort für ihn von 2009 bis einschließlich der Saison 2011/12 zu Buche. 2009 gewann er mit dem Team die Apertura, 2011 das Torneo de Adecuación. Am 31. Januar 2011 wurde Ferreira zwischenzeitlich zwar vom bolivianischen Verein an den spanischen Klub Real Valladolid verliehen. Letztlich scheiterte der Wechsel jedoch, weil die Wechselfrist des Transferfensters nicht eingehalten wurde und die FIFA die Zustimmung versagte. Ab Juli 2012 spielte er ein halbes Jahr für Liverpool Montevideo 14-mal in der Primera División (vier Tore). Dabei erzielte er seinen ersten Treffer für die Montevideaner am 9. September 2012 in der Partie des 1. Spieltags gegen Danubio. Am 2. Dezember 2012 beim 4:4 gegen Racing traf er letztmals für Liverpool. Sechsmal kam er dort zudem in der Copa Sudamericana zum Zug (ein Tor). Sodann kehrte er zum Club Bolívar zurück. In der restlichen Spielzeit 2012/13 absolvierte er 21 Begegnungen der LFPB (17 Tore). 2013 gewann er als Mannschaftskapitän mit den Bolivianern die Clausura und wurde erneut Torschützenkönig. Den Titel des erfolgreichsten Torjägers in Boliviens höchster Spielklasse hatte er sich zuvor bereits in der Clausura 2009 (13 Tore), der Clausura 2010 (14 Tore), der Apertura 2011/12 (19 Tore) und anschließend auch in der Apertura 2013/14 (17 Tore) gesichert. 2013/14 wurde er in der Liga in 41 Spielen eingesetzt und schoss 28 Tore. Während der beiden Phasen seiner Klubzugehörigkeit bestritt er zudem für Bolívar bislang 24 Spiele in der Copa Libertadores und schoss in diesem Wettbewerb acht Tore. Anfang Juli 2014 schloss er sich dem mexikanischen Verein Leones Negros an. Bei den Mexikanern bestritt er 16 Erstligaspiele (ein Tor) und drei Partien (ein Tor) der Copa México. Ende Januar 2015 wechselte er nach Ecuador zu Independiente del Valle. Dort kam er in 16 Begegnungen (ein Tor) der Primera A und einer Partie (kein Tor) der Copa Libertadores 2015 zum Einsatz. Spätestens seit August 2015 steht er wieder in Reihen des Club Bolívar. Zwischenzeitlich wurde Anfang Juli 2016 berichtet, dass eine Weiterbeschäftigung und somit eine Vertragsverlängerung „Fiera“ Ferreiras beim bolivianischen Klub aus wirtschaftlichen Erwägungen nicht beabsichtigt sei. Der Jahresverdienst des Spielers wurde dabei von Vereinsseite mit 270.000 Dollar angegeben und übersteige die finanziellen Möglichkeiten des Vereins. Jedoch kam er – nachdem er zuvor letztmals im Mai 2016 für den Klub aufgelaufen war – spätestens ab Februar 2017 wieder zum Einsatz. Bislang (Stand: 15. Juli 2017) absolvierte er bei dieser dritten Karrierestation bei den Bolivianern 37 Partien (17 Tore) in der Primera Division, zwei Begegnungen (zwei Tore) in der Copa Sudamericana 2015, eine Partie (kein Tor) in der Copa Libertadores 2016 und zwei (kein Tor) in der Copa Sudamericana 2017.

### Nationalmannschaft
Ferreira gehörte auch der uruguayische U-20-Auswahl an. Dort stand er am 29. Dezember 2002 im Vorbereitungsspiel gegen eine Auswahl der Ligas Federadas de Maldonado für die von Jorge Da Silva trainierte Nationalmannschaft auf dem Platz und erzielte beim 6:1-Sieg einen Treffer. Mit der Celeste nahm er im Januar des Folgejahres an der U-20-Südamerikameisterschaft 2003 teil, bei der Uruguay den 5. Platz belegte. In Bolivien gab es angesichts seiner in der dortigen Liga gezeigten Leistungen Bestrebungen Ferreira einzubürgern, damit dieser für die bolivianische Nationalmannschaft spielberechtigt wäre. Ferreira stand einem solchen Begehren im September 2011 jedoch ablehnend gegenüber und äußerte sich dahingehend, darüber nicht mehr sprechen zu wollen.

### Erfolge
- 3× Bolivianischer Meister: 2009 (Apertura), 2010/11 (Torneo de Adecuación), 2013 (Clausura)
- 2× Uruguayischer Meister: 2002, 2007/08
- Torschützenkönig der Segunda División (Uruguay): 2006
- Torschützenkönig der LFPB: Clausura 2009 (13 Tore)[12], Clausura 2010 (14 Tore)[13], Apertura 2011/12 (19 Tore)[14], Clausura 2013[11], Apertura 2013/14 (17 Tore)[15]